# Helen's Babies
Pour plus de détails, voir Fiche technique et Distribution.
Helen's Babies est un film américain réalisé par William A. Seiter, sorti en 1924.

## Synopsis
Toddie et Budge, deux meilleurs amis, mènent une vie confortable avec leurs parents Tom et Helen Lawrence. Le frère d'Helen est Harry Burton, un riche célibataire qui, bien qu'il n'en ait jamais eu, est un expert pour savoir comment élever des enfants. Lorsque Tom et Helen reçoivent une lettre d'Harry, dans laquelle il annonce qu'il se rendra chez eux pour des vacances, ils voient une occasion de faire une pause avec les enfants. Sachant qu'Harry est un expert des enfants, ils supposent qu'il appréciera le geste et partira juste après son arrivée. À leur insu, Harry n'a écrit un livre sur l'éducation des enfants que parce que son éditeur le lui avait dit, et en fait, il n'aime pas du tout les enfants. Il prend à contrecœur le poste de baby-sitter de ses nièces et est escorté par Alice Mayton, la Lawrence'
Il devient vite clair qu'Harry ne se reposera pas, car les filles négligentes l'ennuient souvent en se mettant en danger ou en fouillant ses biens. La plupart des situations dangereuses dans lesquelles Toddie se retrouve incluent l'escalade d'un arbre et la tentative de se raser. Bien qu'ils essaient toujours de l'aider, Toddie et Budge ne font qu'empirer les choses. Harry est seulement irrité par leurs tentatives constantes de le réconforter et n'est pas en mesure de profiter de ses propres conseils pour élever des enfants. Il écrit à Helen une lettre dans laquelle il menace d'abandonner les filles si elle ne revient pas immédiatement. Cependant, avant qu'il ne puisse l'envoyer, il est interrompu par une visite d'Alice. Alice a toujours été une grande admiratrice de son travail, mais remarque qu'il n'est pas un véritable expert de la parentalité. Lui accordant le bénéfice du doute,
Harry, ayant secrètement le béguin pour Alice, accepte l'invitation et déchire la lettre en morceaux. Il veut gagner son affection au dîner et achète des fleurs de fantaisie. À son insu, Toddie avait secrètement remplacé les fleurs par sa poupée. Alors qu'il tend la boîte à Alice, elle est surprise de recevoir la poupée, mais y pense comme un geste comique. Alors qu'Harry et Alice se rapprochent, les enfants s'enfuient pour suivre un chien qu'ils remarquent. Harry et Alice se mettent immédiatement à leur recherche et ils croisent un groupe de gitans espagnols. Remarquant un vêtement par terre appartenant à l'une des filles, Harry soupçonne qu'elles ont kidnappé les filles et se met violemment à leur recherche.
Pendant ce temps, les filles jouent avec le chien sur la voie ferrée et sont presque renversées par un train. Par coïncidence, Tom et Helen voyagent dans ce train pour surprendre les filles avec un retour anticipé. Ils sont dévastés que leurs filles soient presque mortes et pensent que Harry est entièrement responsable. Ils commencent à crier après Harry, jusqu'à ce qu'ils découvrent à quel point les filles l'aiment. Le film se termine avec Harry et Alice qui s'embrassent.

## Fiche technique
- Titre : Helen's Babies
- Réalisation : William A. Seiter
- Scénario : Louis D. Lighton et Hope Loring d'après le roman de John Habberton (en)
- Photographie : William H. Daniels
- Montage : Owen Marks
- Pays de production : États-Unis
- Format : Noir et blanc - 1,37:1 - Film muet
- Genre : comédie
- Date de sortie : 1924

## Distribution
- Baby Peggy : Toddie
- Clara Bow : Alice Mayton
- Jeanne Carpenter : Budge
- Edward Everett Horton : Oncle Harry
- Claire Adams : Helen Lawrence
- George Reed : Rastus
- Mattie Peters (en) : Mandy
- Richard Tucker : Tom Lawrence